# Журило, Владимир Ильич
Владимир Ильич Журило (24 мая 1927 года — 3 ноября 2014 года) — токарь Мытищинского машиностроительного завода Министерства автомобильной промышленности СССР, Московская область. Герой Социалистического Труда.

## Биография
Владимир Журило родился 24 мая 1927 года в посёлке Константиновка Константиновского района Артёмовского округа Украинской ССР (ныне Константиновский район Донецкой области).
В 1932 году семья переехала в город Мытищи Московской области РСФСР. В 1942 году в разгар Великой Отечественной войны Владимир начал трудиться токарем на Мытищинском машиностроительном заводе, а позже возглавил бригаду из подростков. После окончания войны продолжил трудиться на Мытищинском машиностроительном заводе. На заводе был учителем и наставником молодёжи, а также был председателем заводского Совета наставников. В 1962 году за выполнение специального задания правительства по ракетной технике Владимир Журило был награждён орденом Трудового Красного Знамени.
22 августа 1966 года указом Президиума Верховного Совета СССР за особые заслуги в выполнении заданий семилетнего плана, активное участие в создании конструкций и организации массового производства новых машин, достижение высоких производственных показателей Владимиру Ильичу Журило присвоено звание Героя Социалистического Труда с вручением ордена Ленина и золотой медали «Серп и Молот».
Владимир Журило работал на заводе до выхода на пенсию, после чего жил в городе Мытищи. Скончался 3 ноября 2014 года.

## Награды
- Орден Трудового Красного Знамени, 6 марта 1962 года
- Орден Ленина, 22 августа 1966 года
- Медаль «Серп и Молот», 22 августа 1966 года